# Колесников, Василий Николаевич
Васи́лий Никола́евич Коле́сников (1857 — после 1917) — вяземский городской голова в 1904—1906 годах, член IV Государственной думы от Смоленской губернии.

## Биография
Сын купца, личный дворянин. Вяземский домовладелец. Окончил Александровскую гимназию Смоленского земства в Вязьме (1876) и медицинский факультет Московского университета (1882).
По окончании университета занялся частной врачебной практикой в Вязьме. Вскоре был избран гласным Вяземской городской думы, а затем директором городского общественного банка, почетным мировым судьей и гласным Вяземского уездного земского собрания. В 1888 году стал одним из основателей городского Общества взаимного страхования, где безвозмездно состоял членом правления, а затем и председателем вплоть до 1906 года. В 1904 году, вследствие несостоявшихся выборов, был назначен городским головой, от каковой должности отказался в 1906 году. Был старшиной Вяземского клуба. Помимо общественной деятельности занимался торговлей, унаследованной от отца.
В 1912 году был избран членом IV Государственной думы от 1-го съезда городских избирателей Смоленской губернии. Примыкал к фракции прогрессистов, входил в Прогрессивный блок до 31 октября 1916 года, когда фракция вышла из его состава. Состоял членом комиссий: бюджетной, финансовой, по городским делам, по народному образованию и по делам православной церкви.
Судьба после 1917 года неизвестна. Был вдовцом, имел четверо детей.